# Ricochet (cómic)
Ricochet es un personaje que aparece en los cómics estadounidenses publicados por Marvel Comics. Era una identidad alternativa utilizada por el superhéroe Spider-Man y luego adoptada por el estudiante universitario Jonathan «Johnny» Gallo.

## Peter Parker
Cuando Spider-Man fue acusado de asesinato durante la historia de Crisis de Identidad, Peter Parker se puso cuatro trajes diferentes para disfrazar su identidad y poder seguir salvando vidas. Una de las personas que adoptó fue Ricochet. Comenzando con una chaqueta de cuero con una R, su esposa creó un disfraz y armas. Ricochet era similar a Spider-Man, pero aún más chistoso. Se basó principalmente en su agilidad y se hizo pasar por un criminal a sueldo. Usando esta identidad, Peter colaboró por un tiempo con su viejo enemigo Delilah en la búsqueda de información sobre el nuevo villano Tarántula Negra, y lucharon contra Roughouse y Bloodscream juntos. En la pelea final, Parker usó sus cuatro identidades nuevas para confundir a sus enemigos y contradecir las especulaciones de que los nuevos héroes eran, de hecho, la misma persona. Una vez que Parker había limpiado su nombre, abandonó todas sus nuevas personas y regresó a su identidad de Spider-Man.
Aunque el héroe Black Marvel más tarde le dio a Johnny Gallo un duplicado de traje de Ricochet, Peter permaneció en posesión del original.

### Poderes y habilidades
Además de sus habilidades regulares (aunque Peter Parker notó que trató de moverse un poco más lento de lo habitual e ignoró su sentido de araña mientras actuaba como Ricochet para evitar que alguien se diera cuenta de la verdad) el disfraz de Ricochet tenía discos voladores en las mangas de su chaqueta que usaba como armas.

## Johnny Gallo

### Historial de publicaciones
Johnny Gallo apareció por primera vez como Ricochet en Slingers # 0 (diciembre de 1998). El personaje fue creado por Joseph Harris y Adam Pollina.
Ricochet apareció como un personaje secundario en Academia Vengadores, primero en el número 21 (enero de 2012) y ocasionalmente a partir de entonces en la serie.

### Biografía del personaje ficticio
Johnny era un estudiante universitario que vivía con su padre viudo. Cuidadosamente ocultó a su padre y a su novia Kathy el hecho de que era un mutante, dotado de una agilidad superior y la capacidad de sentir el peligro. Black Marvel presentó a Johnny con el traje del rebote y la oportunidad de ser parte de su equipo, los Slingers. Johnny aceptó, convirtiéndose en el nuevo Ricochet. Podía usar libremente sus poderes para ayudar a las personas sin revelar su naturaleza mutante. Al igual que Spider-Man, Ricochet disfrutaba bromear durante el calor de la batalla, a pesar de que esto molestaba a sus compañeros de equipo, especialmente al líder del equipo Prodigio. Otro de los Slingers, el Avispón, se convirtió en el amigo más cercano de Ricochet y le dio discos especiales para lanzar en la batalla. Dusk, también compañera de equipo, se sintió atraída por Ricochet, pero él no sentía lo mismo por ella. Usando sus habilidades y reflejos de salto, Ricochet luchó contra los señores del crimen, las alimañas mutadas e incluso el propio Spider-Man. Ricochet se enteró de que Black Marvel había hecho un trato con Mephisto, el rey demonio, para reclutar a los jóvenes que se convertirían en los Slingers, y que Mephisto mantenía cautivo a Black Marvel. Ricochet fue el primero en sugerir abandonar a su "mentor" cuando se le ofreció la oportunidad de salvarlo, pero Avispón lo convenció de liberar a Black Marvel. Poco después, los Slingers se disolvieron.
Más tarde, Ricochet se desilusionó porque sus esfuerzos no le habían valido ninguna fama o reconocimiento, y se culpó a sí mismo por la muerte del Avispón a manos de un Wolverine con el cerebro lavado. Se unió a otro equipo de héroes adolescentes, Excelsior (ahora llamado los Loners), cuyo objetivo era disuadir a otros jóvenes superpoderes de convertirse en héroes. Durante las secuelas de M-Day, cuando la mayoría de los mutantes perdieron sus poderes, Ricochet fue uno de los pocos que mantuvo sus habilidades.

### La Iniciativa
Johnny está siendo considerado como un 'recluta potencial' para el programa Iniciativa, de acuerdo con Civil War: Battle Damage Report. Actualmente se encuentra en Los Ángeles junto a otros superhéroes 'retirados'. Ha sido visto (junto con los otros miembros de los Loners) como uno de los nuevos estudiantes de medio tiempo en la Academia Vengadores.

### Araña Escarlata
Después de la toma de control de América por parte de Hydra, después de que una figura que parece ser el Avispón ataca una entrega de comida a un casino propiedad de Cassandra Mercury, Ricochet parece salvar a la Araña Escarlata de un ataque del Avispón, diciéndole al otro héroe que él es allí para descubrir cómo su amigo "muerto" puede estar vivo. Ricochet afirma que llegó a Las Vegas por casualidad para actuar como un nuevo héroe para la ciudad, pero aunque Araña Escarlata le permite a Ricochet que lo acompañe al casino que aparentemente contrató a Avispón, él atrapa a Ricochet en el techo del casino porque estaba insatisfecho con la explicación del otro. Ricochet escapa de la red quitándose las botas, pero cuando se enfrentan al Avispón, usa un amuleto para convocar a un monstruo de otra dimensión.

### Poderes y habilidades
Ricochet tiene el poder mutante de la agilidad sobrehumana, lo que le permite saltar grandes distancias. Tiene reflejos y coordinación increíbles que, combinados con sus poderes de salto, le permiten rebotar en las paredes (rebotar, por así decirlo). Los poderes mutantes de Ricochet también le dan un "sentido de peligro" que funciona de manera muy similar al "sentido arácnido" de Spider-Man. Gracias a Avispón, Ricochet tiene discos de lanzamiento especiales, que guarda en las mangas de su chaqueta. Sus discos originales podrían rebotar en paredes y objetivos con una fuerza increíble. Avispón luego le dio discos a Ricochet que podrían explotar en el impacto. Los súper reflejos y la coordinación de Ricochet le permiten lanzar sus discos con sorprendente velocidad y precisión.

## En otros medios

### Televisión
El personaje de Ricochet se usa en la serie animada The Spectacular Spider-Man por Fancy Dan (expresado por Phil LaMarr) de los Enforcers.

### Videojuegos
- Un disfraz de Ricochet para el personaje de Spider-Man (Peter Parker) en Spider-Man: Edge of Time está disponible como contenido descargable.[11][12]
- El diseño Ricochet aparece como un traje adicional para Spider-Man (Peter Parker) en el videojuego The Amazing Spider-Man 2. La información en el juego indica que "The Amazing Ricochet" es una serie de cómics de la que Peter era fanático cuando era niño, y Parker se inspiró para crear un duplicado del traje de Ricochet después de encontrar una chaqueta de cuero con el estilo apropiado.

## DC Comics
Un Ricochet no relacionado aparece en Hawkman Annual # 1. Este Ricochet es un criminal acrobático con la capacidad de saltar grandes distancias, y fue diseñado genéticamente para la Corporación Sunderland por el Dr. Moon. Él lucha contra Katar Hol y Shayera Thal en Chicago, y pierde.